# Sciences physiques
Cet article court présente un sujet plus développé dans : Physique et Chimie.

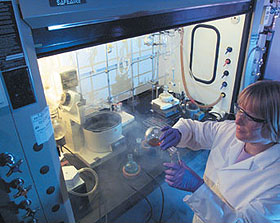
Photo d'une expérience

Les sciences physiques sont la physique et la chimie. On y inclut aussi souvent la géologie et l’astronomie.
Les sciences physiques sont définies par opposition aux sciences naturelles.